# 华彤文
华彤文（1929年9月27日—2025年1月26日），女，江苏苏州人，中国化学教育家，曾任北京大学教授，中国化学会常务理事，中国化学会化学教育委员会主任委员。